# Eunica excelsa
Eunica excelsa är en fjärilsart som beskrevs av Frederick DuCane Godman och Osbert Salvin 1877. Eunica excelsa ingår i släktet Eunica och familjen praktfjärilar. Inga underarter finns listade i Catalogue of Life.